# Ключ без права передачі
«Ключ без права передачі» (рос. «Ключ без права передачи») — російський радянський художній фільм 1976 року режисера Дінари Асанової. Виробництво студії «Ленфільм».

## Сюжет
Кирило Олексійович більшу частину життя провів в армії. Вийшовши у відставку, він потрапляє на посаду директора школи. Спочатку йому дуже важко звикнути, що замість дисциплінованих солдат він відповідає за натовп метушливих дітей. Знайти спільну мову з учнями йому допоможе вчителька літератури Марина. Вона розгледіла за маскою суворого солдафона чуйну людину.
У фільмі яскраво показано поведінку і психологію підлітків, як формуються їхні погляди на життя у так званому «перехідному віці».

## Ролі
- Олена Проклова — Марина Максимівна, вчитель літератури
- Олексій Петренко — Кирило Олексійович, директор школи
- Лідія Федосєєва-Шукшина — Емма Павлівна, вчитель хімії
- Любов Малиновська — Ольга Денисівна, завуч
- Зіновій Гердт — Олег Григорович, учитель фізики
- Катерина Васильєва — Клавдія Петрівна Баюшкіна, мати Юлі
- Олег Хроменков — Баюшкін, батько Юлі
- Анвар Асанов — Антон, син Марини Максимівни
- Лілія Гриценко — Лілія Олімпіївна, вчителька музики
- Гелій Сисоєв — Костянтин Іванович, вчитель фізкультури
- Герман Лупекін — вчитель
- Любов Тищенко — вчителька
- Наталія Яшпал

10б
- Марина Левтова — Юля Баюшкіна
- Олександр Богданов — Саша Майданов
- Андрій Лавриков — Андрій Шаров
- Олена Циплакова — Таня Косицька
- Костянтин Миколаїв — Альоша Смородін
- Олена Аржанік
- Сергій Волков
- Олександр Гольдштейн
- Ірина Обольська
- Олена Попова
- Олексій Рахов

Поети
- Белла Ахмадуліна
- Михайло Дудін
- Булат Окуджава
- Давид Самойлов

## Знімальна група
- Автор сценарію: Георгій Полонський
- Режисер-постановник: Дінара Асанова
- Головні оператори: Юрій Векслер, Дмитро Долинін
- Головний художник: Володимир Свєтозаров
- Композитор: Євген Крилатов
- Звукооператор: Костянтин Пашков
- Директор картини: Юрій Губанов

Я дуже нервував. Пам'ятаю, що мені дуже хотілося догодити, відповідати. Я напридумував безліч різних варіантів пісень до цього фільму. Чому я нервував? Адже у мене був порядний досвід подібної роботи. Все поки що виходило наче б вдало. Моє становище в літературі та вже деяка популярність і впевненість у власних силах, здавалося б, повинні були позбавити мене від зайвої вібрації, але я нервував. Так, нервуючи, я заспівав, приїхавши в Ленінград, одну пісню, другу, і, нарешті, ще одну, не зовсім, правда, вдалу, але так, на всякий випадок. Динара слухала мій переляканий, напружений спів, підперши кулачком підборіддя. До речі, та - третя пісня - ніякого відношення до сюжету фільму не мала. Дінара, з якихось одній їй веденим ознаками, відібрала саме її. Я думав, буде оркестр, але звучала жалюгідна гітара: «Давайте восклицать, друг другом восхищаться…»

## Фестивалі та призи
- 1977 — XI ВКФ в Ригі:
  - Приз «За найкращу кінорежисуру» Дінарі Асановой
  - Приз «За найкраще виконання чоловічої ролі» Олексію Петренко
  - Приз ЦК ЛКСМ
  - Приз дитячого журі глядачів творчому колективу фільму
- 1977 — X МКФ в Москві: Спеціальний приз журі конкурсу фільмів для дітей
- 1977 — Призи Ленінського Комсомолу режисерові Дінарі Асановой й акторці Олені Прокловой
- 1978 — VI Міжнародні Кошалінські зустрічі (Польща): Приз «Янтар» за найкращий сценарій Георгію Полонському
- 1978 — VIII МКФ найкращих фільмів світу «Фест» в Белграді (Югославія): Почесний диплом «Кекец»
- 1978 — VIII МКФ для дітей у Джиффоні (Італія): Особливий диплом

Ретроспективи
- 2006 — Тиждень російського кіно в Парижі: Regards de Russie, Париж (Франція)
- 2008 — Російське кіно в кінотеатрі «Arlequin», Париж (Франція)
- 2008 — Міжнародний фестиваль кінематографічних дебютів «Дух Вогню», Ханти-Мансійськ (Росія)

## Цікаві факти
- Для Марини Левтової це була перша роль у кіно. Марина була однокласницею Олени Циплакової, яка знімалася у фільмі Дінари Асановой «Не болить голова у дятла». Коли Дінара почала шукати хлопців для своєї нової картини, Олена показала їй фотографію свого дев'ятого класу. Асановой відразу сподобалися двоє - хлопчик і дівчинка. Цією дівчинкою і була Марина Левтова.
- У ролі Марини Максимівни Дінара Асанова хотіла знімати Катерину Васильєву, але її не затвердив худрада. Також проби проходили Євгенія Ханаєва, Марина Нейолова, Людмила Гурченко
- Коли Кирило Олексійович просить Марину Максимівну допомогти йому розібратися в книгах з педагогіки, вона пропонує для початку прочитати Януша Корчака «Як любити дітей»
- На прогулянці Марина Максимівна читає учням хайку Тійо-ні:

Над ручьем весь день
Ловит, ловит стрекоза
Собственную тень
- Епізод біля будинку Пушкіна на Мойці в день 139-ї річниці загибелі поета спочатку був відсутній у сценарії, його додала Дінара Асанова. Біля пам'ятника Пушкіну свої вірші, присвячені поету, читають: Булат Окуджава «Александру Сергеевичу хорошо…», Давид Самойлов «Болдинская осень», Михайло Дудін «В кругу земных столпотворений…», Белла Ахмадуліна «Дачный роман»